# Sue & Sunny
Sue & Sunny was een Brits zangduo en sessiezangers tijdens de jaren 1960, 1970 en 1980. Ze waren beide drie jaar lid van de Britse popgroep Brotherhood of Man.

## Bezetting
- Sue Glover[4] (geboren als Yvonne Wheatman)
- Sunny Leslie[5] (geboren als Heather Wheatman)

## Geschiedenis
Beide zussen werden geboren in Chennai. Ze maakten hun opnamedebuut samen in 1963 als The Myrtelles met hun coverversie Just Let Me Cry van Lesley Gore bij het onafhankelijke label Oriole Records. De single was niet succesvol en de meiden besloten om de naam te wijzigen in The Stocking Tops. In 1965 deden ze de achtergrondzang bij Agent OO Soul / Go Away Baby van Alex Harvey bij Fontana Records, geproduceerd door Chris Blackwell van Island Records.
In 1966, toen Sunny pas 16 jaar oud was, trokken beiden professioneel door het cabaretcircuit. Na drie jaar besloten ze dat hun publiek te oud was voor hen en ze gingen naar Duitsland om te spelen in het airbase-circuit waar ze zich, ondanks het uitbrengen van twee Duitse singles, niet op hun plaats voelden en terug naar Londen gingen.
Terug in Londen werden ze gevraagd om sessies te doen als achtergrondzangeres voor Leslie Duncan. De sessie verliep voorspoedig en plotseling stond het duo op de voorgrond en namen ze op met The Ace Kefford Stand, Dusty Springfield, Elton John, Cerrone, The Love Affair, Lulu, Mott the Hoople, T. Rex, Tom Jones, David Bowie en Joe Cocker. Het was tijdens de Cocker-sessies en in het bijzonder bij With a Little Help from My Friends, waar Sue zong met Madeline Bell en Rosetta Hightower, dat de meiden in de spotlights kwamen. Toen With a Little Help from My Friends de toppositie bereikte in de Britse singlehitlijst, vonden ze zichzelf als begeleiding van Cocker bij diverse tv-programma's met inbegrip van Top of the Pops. Ze werkten daarna met artiesten als James Last, Frank Zappa, Giorgio Moroder en Brotherhood of Man, waarmee ze in 1970 de hitlijst bereikten met de hit United We Stand. In maart 1972 misten ze net de top 30 met de single Third Finger, Left Hand, uitgebracht onder de naam The Pearls, die het meest succesvol was met Lyn Cornell en Ann Simmons.
Sue en Sunny zelf zijn een beetje onzeker hoeveel platen ze werkelijk hebben uitgebracht. Eigenlijk leek het dat ze ongeveer een dozijn singles hadden opgenomen, maar door dingen verder te verwarren namen ze ook op onder de namen Sue & Sunshine, The Stocking Tops en als deel van The Nirvana Orchestra. Ze namen ook een album op voor CBS Records dat verbazend genoeg ook werd uitgebracht met een andere cover bij de dochtermaatschappij Reflection van CBS Records.
Sunny had uiteindelijk een hitsingle met Doctor's Orders in 1974 en in 1976 had Sue (Glover) het soloalbum Solo opgenomen voor DJM Records. Op drie evenementen hadden Sue & Sunny achtergrondzang gedaan tijdens het Eurovisiesongfestival. In 1969 begeleidden ze Lulu naar de zege in Madrid met Boom Bang-a-Bang. Ze gingen terug naar Stockholm ter ondersteuning van Joy Fleming en in 1975 sloten ze zich aan bij Madeline Bell om het Duitse nummer Ein Lied kann eine Brücke sein te ondersteunen(#17). In 1981 verscheen Sue weer met een binnenkomst in de Britse 'Song for Europe'-competitie aan het hoofd van de band Unity met de song For Only a Day, maar vond geen genade bij de jury en eindigde als laatste.
Sue & Sunny bundelden hun krachten weer met achtergrondzang voor Vikki Watsons binnenkomst Love Is… in Göteborg tijdens de finale van het Eurovisiesongfestival 1985. De song plaatste zich op de vierde plaats.
De zussen toerden ook regelmatig met de populaire Duitse orkestleider James Last tijdens een groot gedeelte tijdens de jaren 1970. Ze waren ook een deel van de groep achtergrondzangers Birds of Paris, die voornamelijk werkten met discoproducent Alex R. Costandinos en namen op met Madeline Bell, Joanne Stone, Kay Garner, Vicki Brown en Katie Kissoon. In 1979 trad Sue Glover op in het debuut-tv-spel Talent van Victoria Wood als deel van de clubzangeres Cathy Christmas.
Bij de tv-serie Tugs van David Mitton en Robert D. Cardona zong Sue Glover de vertolking van de themasong van de show in de laatste aflevering Bigg Freeze. In een interview van de Sodor Island fansite (SiF), een fansite van Thomas de stoomlocomotief, vertelde componist Mike O'Donnell dat er gesprekken waren om de themasong te verstrekken op plaat. Hoe dan ook, dit gebeurde niet omdat TVS failliet ging.